# Cubaris bolivari
Cubaris bolivari är en kräftdjursart som beskrevs av Stanley B. Mulaik 1960. Cubaris bolivari ingår i släktet Cubaris och familjen Armadillidae. Inga underarter finns listade i Catalogue of Life.